# Tadeusz Pfützner
Tadeusz Pfützner (ur. 30 maja 1932 we Lwowie, zm. 7 sierpnia 2018) – polski architekt, profesor sztuk plastycznych, nauczyciel akademicki Wydziału Architektury Politechniki Śląskiej oraz Wyższej Szkoły Technicznej w Katowicach.

## Życiorys
W 1956 ukończył studia na Wydziale Architektury Politechniki Krakowskiej i w tym samym roku został asystentem w Katedrze Planowania Miast i Osiedli Politechniki Śląskiej. W latach 1969–1971 był kierownikiem studiów architektonicznych na Wydziale Budownictwa i Architektury Politechniki Śląskiej, w latach 1973–1974 zastępcą dyrektora Instytutu Architektury i Urbanistyki Politechniki Śląskiej, w latach 1994–1999 prodziekanem ds. organizacyjnych Wydziału Architektury Politechniki Śląskiej, a w latach 1992–2001 kierownikiem Katedry Kompozycji i Podstaw Technicznych Architektury PŚl. Od 2007 do 2016 pełnił funkcję kierownika Katedry Projektowania Wnętrz w Wyższej Szkole Technicznej w Katowicach. W 2001 został profesorem sztuk plastycznych.
Od 1956 był członkiem Stowarzyszenia Architektów Polskich.
Zmarł 7 sierpnia 2018. Został pochowany 18 sierpnia 2018 na Centralnym Cmentarzu Komunalnym w Gliwicach.

## Odznaczenia
- Krzyż Kawalerski Orderu Odrodzenia Polski
- Złoty Krzyż Zasługi
- Medal Komisji Edukacji Narodowej[3].